# Катарян Татеос Каверкович
Татеос Каверкович Катарян (вірм. Թադևոս Գևորգի Կատարյան; нар. 5 січня 1905, Крим — пом. 27 листопада 1967, Ялта) — радянський вчений в області фізіології винограду. Доктор біологічних наук з 1965 року.

## Біографія
Народився 5 січня 1905 року в селі Крим (тепер М'ясниковського району, Ростовської областї, Росії) в селянській родині. У 1928 році закінчив Донський інститут сільського господарства і меліорації одночасно за двома відділенням: рослинництво і відділення плодівництва, виноградарства і виноробства. Працював агрономом насінницької організації, головним агрономом, завідувачем земвідділу.
У 1930 році, після закінчення служби в армії, вступив до аспірантури Північно-Кавказького зернового інституту, але в лютому 1932 року був відкликаний в розпорядженняе президії ВАСГНІЛ і призначений вченим фахівцем по рослинництву, де курирував науково-дослідні установи по субтропічним культурам, а після передачі цих установ тільки що організованному Комітету з субтропіків при Раді Праці і Оборони, перейшов як агроном-методист у зазначений Комітет. Паралельно закінчив аспірантуру при Ботанічному інституті АН СРСР.
Член ВКП(б) з 1939 року. У 1939 році призначений начальником сектора Вірменської РСР в головному управлінні сільського господарства Закавказзя. З 1941 року працював заступником Наркома землеробства Вірменської РСР. З 1942 по 1944 рік був першим секретарем Ноемберянского райкому партії Вірменської РСР. В 1944 році захистив кандидатську дисертацію. У 1947 році очолив Ботанічний сад АН Вірменської РСР, з 1948 року — директор Ботанічного інституту республіки. У 1949—1950 роках — вчений секретар Президії АН Вірменської РСР. У 1950—1967 роках — директор Всесоюзного науково-дослідного інституту виноградарства і виноробства «Магарач». Паралельно очолював наукову координаційну раду з проблеми «Збільшення виробництва і підвищення якості винограду» (Міністерство сільського господарства СРСР), був заступником голови секції виноградарства ВАСГНІЛ і секції виноробства НТС Державного комітету по харчовій промисловості при Держплані СРСР.
У 1947—1951 роках був депутатом Верховної Ради Вірменської РСР. У 1951—1963 роках обирався в членом Ялтинського міськкому КПУ, у 1951—1962 роках — депутатом Ялтинської міської ради депутатів трудящих, багато років як голова керував Ялтинським відділенням товариства по поширенню політичних і наукових знань, був членом Кримського обкому КП України (сільського) і членом Алуштинського територіального виробничого партійного комітету.
Помер в Ялті 27 листопада 1967 року.

## Наукова діяльність
Розробив основи нормування кількості та якості врожаю винограду, фізіологічні основи сортової агротехніки винограду в залежності від кліматичних умов і інше. Автор понад 90 наукових робіт. Серед них:
- К вопросу о микроклимате виноградника и его влиянии на созревание винограда. — В кн.: Вопросы виноградарства и виноделия. M., 1962 (у співавторстві);
- Некоторые результаты исследований по листовой диагностике винограда. — В кн.: Вопросы виноградарства и виноделия. M., 1962 (у співавторстві);
- Сорт винограда и качество урожая. — Симферополь, 1963;
- Нагрузка и урожай винограда. — Симферополь, 1964.

## Нагороди
Нагороджений:
- орденом Леніна, орденом Вітчизняної війни II ступеня (1945), орденом «Знак Пошани» (1944), медалями «За оборону Кавказу» (1945), «За доблесну працю у Великій Вітчизняній війні 1941—1945 рр.» (1946);
- медаллю учасника Всесоюзної сільськогосподарської виставки (1956), малою золотою медаллю учасника Всесоюзної сільськогосподарської виставки (1957), великою золотою медаллю Всесоюзної сільськогосподарської виставки (1958), великою золотою медаллю Виставки досягнень народного господарства (1961)[3].

## Вшанування пам'яті
В ознаменування заслуг вченого з ініціативи Ради ветеранів Великої Вітчизняної війни і праці, при схваленні і підтримці адміністрації інституту і Союзу виноробів Криму, на будівлі Інституту «Магарач» встановлена меморіальна дошка.